# 豊橋鉄道モ3100形電車
豊橋鉄道モ3100形電車（とよはしてつどうモ3100かたでんしゃ）は、豊橋鉄道（東田本線）に在籍していた路面電車。名古屋市交通局（名古屋市電）において運用されていた1400形電車を1971年（昭和46年）に譲り受け、導入した車両である。

## 名古屋市電在籍時代

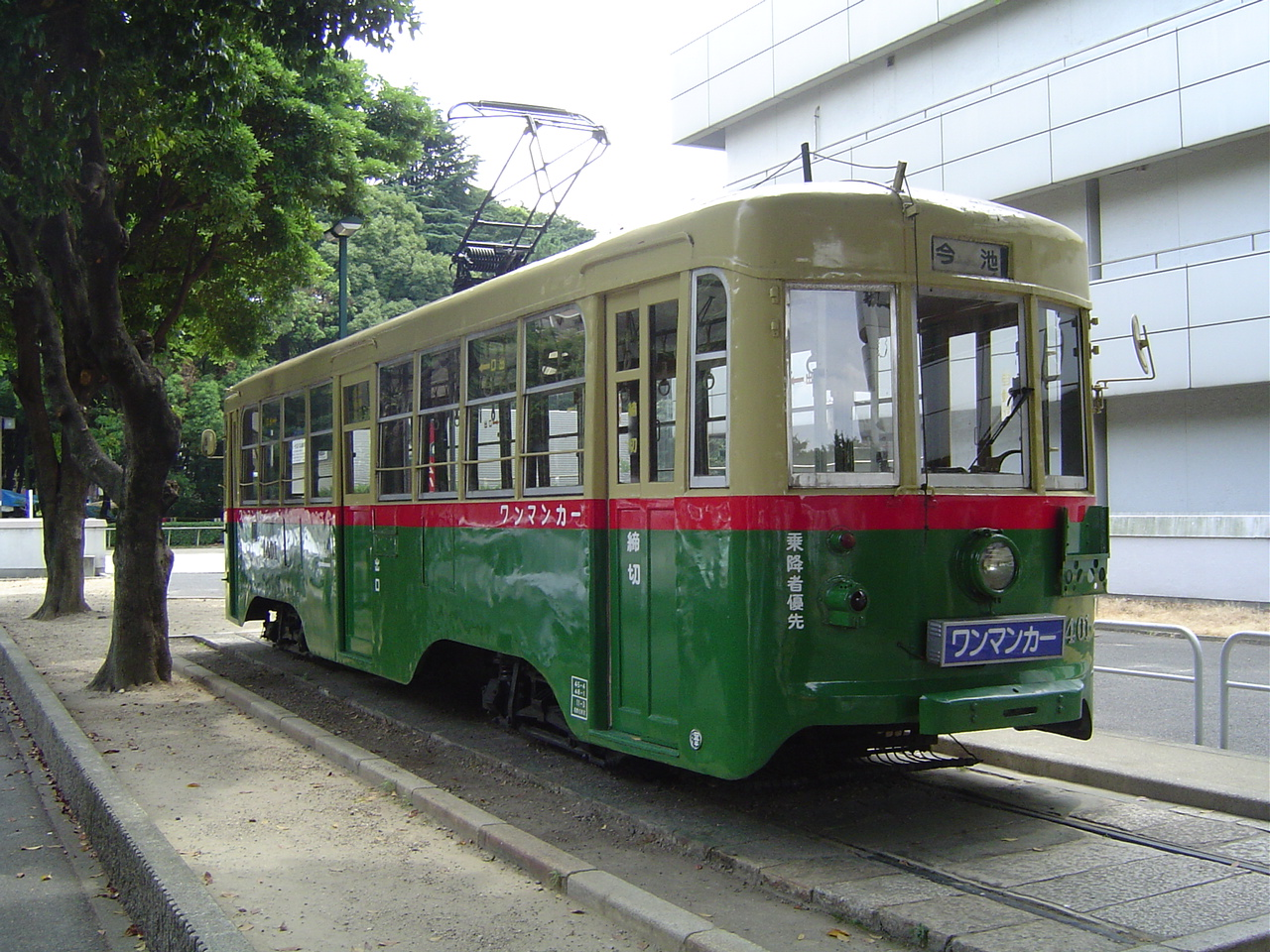
名古屋市電1400形1401

1937年（昭和12年）に名古屋市で開催された名古屋汎太平洋平和博覧会に先立ち、名古屋市交通局が観客輸送対応のため1936年（昭和11年）より製造した1400形電車が、本形式の前身である。1400形は「博覧会に相応しい世界一の電車」を標榜し、今後の名古屋市電における標準仕様を確立することを目的に設計され、車体全体の軽量化に留意した設計を取り入れるなど、各部に新機軸を採用した。また曲線・曲面を多用した外観は利用者からも好評を得て後の後継形式にも踏襲され、設計段階における目標通り1400形は名古屋市電の標準スタイルを確立した車両となった。
1400形は1942年（昭和17年）までに75両もの大量増備が実施され、名古屋市電における代表形式の一つとして終始主力形式として扱われた。また一部車両についてはワンマン運転対応工事を施工、名古屋市電が全廃となった1974年（昭和49年）まで運用された。このうち、1971年（昭和46年）3月に廃車となった1465 - 1471・1473・1474の9両が豊橋鉄道へ譲渡され、モ3100形3101 - 3109として導入された。

## 豊橋鉄道移籍後

### 入線
1971年（昭和46年）6月2日付でモ3100形3101 - 3109の9両が竣功した。種車となった名古屋市電1400形1465 - 1471・1473・1474は、1942年に新潟鐵工所で製造された、1400形の最終増備グループに属する車両で、豊橋鉄道への入籍に際しては旧番順に3101 - 3109の車両番号が付与された。豊橋鉄道への入線に際しては排障器や続行灯、ブレーキ灯の設置、バックミラーの自動化など若干の仕様変更が行われた。車体の塗装はストロークリーム地に赤帯という「新豊橋色」で登場した。主電動機は製造時のHS306E,K6353C,MB172LRから名古屋市電時代に新造品に交換されており、豊鉄ではTB28Aを搭載している。
9両とも名古屋市電時代に既にワンマン運転対応化されていたが、入線当時は東田本線ではまだワンマン運転が実施されていなかった。東田本線のワンマン運転は1971年8月28日から開始され、モ3100形もワンマンカーとしての使用が開始された。車体前面のワンマン運転の表示板は、前照灯下に設置された長方形のものをそのまま使用した。
導入後、ワイパー自動化のための中央窓のHゴム固定支持化、集電装置の雨垂れによる車体汚れ防止用の雨樋の設置など各種改造が行われた。また、1986年（昭和61年）7月から順次全車のワンマン表示板が広告に差し替えられた。
1989年（平成元年）5月28日には、モ3101が全面広告車として登場した。全面広告化に際し、広告として使用されていた車体前面の旧ワンマン表示板は撤去された。全面広告車への改装は、この後モ3100形全車に実施されている。

### 冷房化改造と廃車の進行
1990年（平成2年）7月14日には、初の冷房車としてモ3105・3106が運転開始した。搭載された冷房装置は三菱電機製のCU77Aで、冷房化改造と同時に内装が更新され、モ3101を除く冷房改造車全車について窓枠がアルミサッシに変更された。この後、1991年（平成3年）6月30日にモ3103・3104、1993年（平成5年）12月25日にモ3101・3107、1994年（平成6年）7月10日にモ3102が冷房車として運転開始した。
冷房化されなかった残り2両は1990年3月30日付けでモ3109が本形式初の廃車・解体、モ3500形の入線後の1993年（平成5年）3月30日付でモ3108も廃車された。残りのモ3101 - 3107の7両は前述のように冷房化され、この後も長く東田本線の主力車両として使用された。
しかしその7両も車齢60年を超え老朽化が進行し、名古屋鉄道より同数の7両が移籍してきたモ780形への置き換えによって2005年（平成17年）7月18日から順次運用を離脱し、2006年（平成18年）3月5日をもって全車が定期運用を離脱、後述するモ3102を除いて全車が廃車解体された。

### イベント用車両としての運用
速度計が装備されているモ3102は、イベント専用車兼予備車として残された。車体広告は完全に消され、マルーン一色のみの塗装となる。車体イルミネーション用の配線も追加されている。ただし、manaca・toica等のICカード乗車券に対応した運賃箱への更新はされなかった。
上記のようにイベント電車として貸切運用に入るほか、予備車代走として営業運転にも何度か入っており、名古屋市電に出自を持つ最後の営業用車両として活躍した。
2011年2月に営業運用から離脱し、離脱直後は留置線の一番奥にて定期的に電源を入れたり、場合によっては留置線内を走行する姿が見られたが、休車状態が続き、車両は次第に荒れていった。
2017年に廃車が決定し、2018年2月下旬には解体のため赤岩口車庫より搬出された。

## 広告塗装
最末期のもの。
- モ3101 : 豊橋丸栄（白ベース+紺色）
- モ3102 : カスタムハウジングコーポレーション→イベント用（マルーンベースのレトロスタイル）
- モ3103 : 日本通運（黄色+紺色）
- モ3104 : 日の丸薬局（白ベース+赤）
- モ3105 : メガワールド（シルバーベース）
- モ3106 : フォードNTP（ブルーをベース）
- モ3107 : トーリンホーム（白ベース・緑を用いて森をイメージ）

一部を除き、同じ広告塗装がモ780形に引き継がれている。